# Victoria znaczy zwycięstwo
Victoria znaczy zwycięstwo (ang. Victorious, 2010–2013) – amerykański serial telewizyjny wyreżyserowany przez Dana Schneidera, emitowany przez stacje Nickelodeon od dnia 27 marca 2010 r. (w Polsce od 4 grudnia 2010, na antenie Nickelodeon Polska). Akcja serii toczy się wokół początkującej piosenkarki – Tori Vega (Victoria Justice), nastolatki, która uczęszcza do liceum sztuk pięknych, o nazwie Hollywood Arts High School. Dostaje się tam, po zastąpieniu swojej starszej siostry Triny (Daniella Monet), na corocznym pokazie talentów, gdy Trinie spuchł język przez co nie mogła zaśpiewać. 16-latka wykorzystuje szanse, jaką dał jej los i po wspaniałym koncercie dostaje się do prestiżowej szkoły. Pierwszego dnia w Hollywood Arts spotyka Andre Harrisa (Leon Thomas III), Robbie’ego Shapiro (Matt Bennett), Rexa Powersa (marionetka Robbie’ego), Jade West (Elizabeth Gillies), Cat Valentine (Ariana Grande), oraz Becka Olivera (Avan Jogia). Seria wygrała nagrodę, za najlepszy serial telewizyjny w 2012 Kids’ Choice Awards i 2013 Kids’ Choice Awards, pokonując między innymi iCarly. Serial Victoria znaczy zwycięstwo był 4 razy nominowany do nagrody Emmy.
10 sierpnia 2012 Victoria Justice stwierdziła, że seria nie zostanie przedłużona. Victoria powiedziała też, że został nakręcony odcinek finałowy, lecz z niewiadomych przyczyn nigdy nie został wyemitowany. Dan Schneider dodał, że na Nickelodeon seriale często kończą się po około 60 odcinkach. Choć on i obsada byli w stanie nagrać więcej odcinków, stacja zdecydowała się zakończyć serię. Zaprzeczył również, że serial kończy się z powodu jego nowego show – Sam i Cat. Chociaż serial Victoria znaczy zwycięstwo był nakręcony tylko w trzech sezonach, kiedy seria została anulowana, Nickelodeon postanowił podzielić trzeci sezon na dwa. Finał serii miał miejsce dnia 2 lutego 2013 roku (w Polsce 28 września 2013 roku).

## Fabuła
Serial opowiada o 16-letniej Victorii Vega (przez przyjaciół nazywanej Tori), początkującej piosenkarce uczęszczającej do Hollywood Arts High School, szkoły dla utalentowanych nastolatków o zainteresowaniach sceniczno-artystycznych. Kiedy jej mniej utalentowana siostra Trina podczas pokazu talentów dostaje reakcji alergicznej na chińskie zioła, które miały pomóc jej lepiej śpiewać, Tori zastępuje ją, ujawniając swój talent. Od tego momentu życie Tori pełne jest szalonych przygód, które przeżywa wraz ze swoimi nowymi przyjaciółmi. Andre Harris to muzyczny geniusz i aktor, który staje się jej najlepszym przyjacielem. Robbie Shapiro to aktor i brzuchomówca, zawsze noszący ze sobą pacynkę Rexa Powersa, którą postrzega jako żywą istotę – podobnie jak wiele osób z ich otoczenia. Cat Valentine to słodka, utalentowana, ale naiwna dziewczyna. Beck Oliver to przystojny początkujący aktor, który przez większość serialu jest w związku z sarkastyczną i trudną Jade West. Jade to wokalistka, aktorka i reżyserka, która nie przepada za Tori, często jej grozi, a ich relacja jest pełna napięć.

## Bohaterowie
| Bohater              | Aktor/Aktorka              | Sezon  | czyli szalocy ninki |
| -------------------- | -------------------------- | ------ | ------------------- |
| Victoria „Tori” Vega | Victoria Justice           | 1–4    | 60 odcinków         |
| Andre Harris         | Leon Thomas III            | 1–4    | 60 odcinków         |
| Jade West            | Elizabeth Gillies          | 1–4    | 60 odcinków         |
| Robbie Shapiro       | Matt Benett                | 1–4    | 60 odcinków         |
| Beck Oliver          | Avan Jogia                 | 1–4    | 57 odcinków         |
| Cat Valentine        | Ariana Grande              | 1–4    | 58 odcinków         |
| Trina Vega           | Daniella Monet             | 1–4    | 49 odcinków         |
| Sinjin van Cleef     | Michael Eric Reid          | 1–4    | 27 odcinków         |
| Erwin Sikowitz       | Eric Lange                 | 1–4    | 27 odcinków         |
| Pan i Pani Vega      | Jennifer Carta i Jim Pirri | 1–2, 4 | 12 odcinków         |

### Główni
- Victoria „Tori” Vega (Victoria Justice) – tytułowa i główna bohaterka serialu. W pierwszym odcinku jej starsza siostra – Trina miała wystąpić przed publicznością, ale z powodu spuchnięcia języka została zastąpiona przez Tori, która po namowach Andre i publiczności również się tam dostała. Mieszka z siostrą i rodzicami. Ma 16 lat. Głównym talentem Tori jest śpiewanie.
- Catarina „Cat” Valentine (Ariana Grande) – najlepsza przyjaciółka Tori. Poznały się w szkole, kiedy to Tori zapytała ją o drogę, co ją zestresowało. Ponieważ jej rodzice pracują za granicą mieszka z babcią. Ma 16 lat. Głównym talentem Cat jest śpiewanie.
- Jade West (Elizabeth Gillies) – początkowo wróg, potem przyjaciółka Tori. Poznały się w szkole kiedy to Jade zauważyła jak Tori próbuje wytrzeć koszulę Beckowi – jej chłopakowi. Od początku pomiędzy Tori a Beckiem rozwijało się romantyczne uczucie, co było przyczyną jej konfliktu z Jade, jednak kiedy Jade i Beck zerwali i pomiędzy nim a Tori już prawie do czegoś doszło, ona zrezygnowała ze względu na szacunek do Jade dzięki czemu zyskała jej przyjaźń. Potem również pomogła im się zejść i ostatecznie ona i Tori, pozostały bliskimi przyjaciółkami. Ponieważ jej rodzice się rozwiedli mieszka z matką i młodszym bratem w domu. Ma 16 lat. Głównym talentem Jade jest aktorstwo.
- Robert „Robbie” Shapiro (Matt Bennett) – przyjaciel Tori. Poznali się w szkole, kiedy to Tori zapytała go o drogę, czym był wyraźnie zestresowany. Mieszka z rodzicami i starszą siostrą. Ma 17 lat. Głównym talentem Robbiego jest brzuchomówstwo.
- Andre Harris (Leon Thomas III) – najlepszy przyjaciel Tori. Poznali się kiedy Trina, której był partnerem w projekcie zaprosiła go do domu. To właśnie on namówił Tori do zapisania się do szkoły „Hollywood Arts”. Ponieważ jego rodzice się rozwiedli, mieszka z matką i chorą psychicznie babcią. Ma 17 lat. Głównym talentem Andre jest komponowanie.
- Beck Oliver (Avan Jogia) – przyjaciel Tori i chłopak Jade. Poznali się w szkole, kiedy to Tori niechcący wylała na niego kawę. Od początku pomiędzy nimi rozwijało się romantyczne uczucie, co było przyczyną jej konfliktu z Jade. Mimo że Beck kocha Jade, kiedy zerwali, pomiędzy nim a Tori już prawie do czegoś doszło, jednak ona zrezygnowała ze względu na szacunek do Jade, dzięki czemu zyskała jej przyjaźń. Potem również pomogła im się zejść i ostatecznie on i Tori pozostali przyjaciółmi. Mieszka sam w przyczepie. Ma 17 lat. Głównym talentem Becka jest aktorstwo.
- Trina Vega (Daniella Monet) – starsza siostra Tori. Przez pomyłkę Sikowitza dostała się do szkoły „Hollywood Arts”. W pierwszym odcinku miała wystąpić przed publicznością, ale z powodu spuchnięcia języka została zastąpiona przez Tori, która po namowach Andre i publiczności również się tam dostała. Mieszka z siostrą i rodzicami. Ma 17 lat. Trina nie ma talentu.

### Drugoplanowi
- Sinjin Van Cleef (Michael Eric Reid) – jest zakochany w Jade.
- Erwin Sikowitz (Eric Lange) – nauczyciel szkoły artystycznej Hollywood Arts. Jest hipisem. Ma niezwykłą metodę nauczania. Uwielbia pić mleko kokosowe ponieważ twierdzi, że po jego wypiciu ma wizje (dzięki tym wizjom Trina dostała się do HA). Jego ulubione słowo to „Dobry Gandhi!”.
- Pan i Pani Vega (Jennifer Carta i Jim Pirri) – rodzice Tori i Triny.
- Lane Alexander (Lane Napper) – szkolny psycholog, który pomaga uczniom w różnych problemach.
- Charlotte Harris (Marylin Harris) – babcia André. Boi się wszystkiego, np. bikini, rabina, osób które są w komputerze itp.

### Pozostali
- Mamaw (Renée Taylor) – babcia Robbiego. Nie przepada za Cat. Nie umie posługiwać się komputerem.
- Festus (Marco Aiello) – pracuje w przyczepie. Sprzedaje fast food uczniom w Hollywood Arts.
- Jason Sikowitz (Luke Allen) – siostrzeniec Erwina Sikowitza.
- Rex Powers – kukiełka Robbiego. Bardzo sarkastyczny, lubi obrażać Cat, której Robbie zawsze broni. Nie znosi gdy mówi się na niego „Kukła”, ale stwierdził, że sam może tak na siebie mówić.
- Ben (JC Gonzalez) – w odcinku „Survival of the Hottest” – miłość Cat Valentine.

## Wersja polska
Wersja polska: na zlecenie Nickelodeon Polska – Master Film

Dialogi i reżyseria: Dariusz Dunowski

Dźwięk i montaż: Aneta Michalczyk-Falana

Kierownictwo produkcji:
- Romuald Cieślak
- Agnieszka Kołodziejczyk

Nadzór merytoryczny: Aleksandra Dobrowolska i Katarzyna Dryńska

Wystąpili:
- Angelika Kurowska – Tori
- Dominika Kluźniak – Trina
- Paweł Ciołkosz – Andre
- Józef Pawłowski –
  - Robbie
  - Rex
- Maria Niklińska – Jade
- Hanna Konarowska – Cat
- Przemysław Wyszyński – Beck
- Marcin Perchuć – Sikowitz
- Przemysław Bluszcz – Lane
- Katarzyna Szczepańska – matka Tori i Triny
- Błażej Wójcik – ojciec Tori i Triny
- Mirosława Nyckowska – babcia Andre
- Wojciech Medyński – Eikner
- Iwona Rulewicz – pielęgniarka
- Anna Klamczyńska – Dreanna
- Piotr Ligienza – Evan
- Jacek Kwiecień – Eli
- Piotr Warszawski – Liam
- Mateusz Lisiecki – Russ
- Aleksandra Tomaś – Haley
- Szymon Nowak – Nate
- Piotr Kozłowski – Marty
- Bożena Stachura – Sophia Michelle
- Wojciech Michalak – Ben
- Paweł Krucz – Roy
- Izabela Gwizdak – Alyssa
- Konrad Darocha – Ben
- Krystyna Kołodziejczyk – babcia Robbiego
- Robert Olech – Rico
- Agata Gawrońska-Bauman – Carol
- Małgorzata Boratyńska – Consuela
- Mikołaj Klimek – woźny
- Mateusz Lewandowski – Sinjin
- Katarzyna Łochowska – madame Makee
- Marcin Januszkiewicz – Daniel
- Michał Podsiadło – Jake
- Kamil Dominiak – Paul
- Robert Wabich – JinJin
- Bartłomiej Nowosielski – Wilson
- Joanna Voss – Delma
- Anna Szymańczyk – Noel
- Maciej Mikołajczyk – Henry
- Magdalena Lamparska – Jana
- Adam Pluciński – Clark
- Mateusz Narloch – Sean
- Mateusz Banasiuk – Bill
- Andrzej Konopka – lekarz
- Lech Łotocki – Claude
- Mariusz Wojciechowski – Conrad
- Joanna Gleń – Shayna
- Maciej Skuratowicz – Perez
- Wojciech Chorąży – Kezner
- Beniamin Lewandowski – Chester
- Nina Falana – Allie
- Aleksandra Justa – Melinda
- Oskar Hamerski – Jeff
- Andrzej Hausner – Michael
- Jakub Wieczorek – Otis
- Wiktor Korzeniewski – Festus
- Ksawery Szlenkier – Jake
- Agata Wątróbska – Haley
- Anna Smołowik – Tara
- Anna Gorajska – Bella
- Paulina Zgoda – Anne
- Piotr Furman – Joey
- Bartosz Mazur – MC
- Michał Czernecki – Kyle
- Wojciech Żołądkowicz – Mick
- Paweł Domagała – Bobby
- Marta Dylewska – Katie
- Ewa Złotowska – pani Li
- Jacek Król – ojciec Jade
- Zuzanna Grabowska – Lucy
- Grzegorz Woś – sanitariusz
- Aleksandra Kowalicka – Daisy
- Przemysław Cypryański – Dale
- Anna Sroka – Kendra
- Grzegorz Kwiecień – Chris
- Michał Mikołajczak – Mack
- Fabian Kocięcki – Jackson
- Marta Sroka – Molly
- Marta Kurzak – Teri
- Kamil Przystał – Damian
- Igor Obłoza – chłopak
- Damian Łukawski – Reggie
- Tomasz Gęsikowski – dr Levinson
- Maja Kwiatkowska – przedszkolak
- Julia Siechowicz – przedszkolak
- Marcelina Gwiazdowska – przedszkolak
- Bernard Lewandowski – przedszkolak
- Szymon Pelkowski – przedszkolak
- Szymon Konarski – przedszkolak
- Monika Krzywkowska – Helen
- Anna Gryszkówna – siostra Whoopi
- Mateusz Grydlik – Jack
- Grzegorz Daukszewicz – Ryder
- Aleksander Trąbczyński – dr Korman
- Maciej Marczewski – Jamie
- Wojciech Słupiński – Gene
- Agata Sasinowska – Jenny
- Magdalena Czerwińska – Kristen
- Marta Juras – Sherry
- Zuzanna Fijewska – Kesha
- Rafał Zawierucha – Doug
- Kamil Pruban – Curtis
- Marcin Sztabiński – Tug
- Jan Rotowski – Louie
- Wojciech Brzeziński – Sgrodis
- Karol Pocheć – Kreploch
- Grzegorz Pawlak – doradca
- Maciej Falana – Groshvin
- Wojciech Romańczyk – Shawn
- Paulina Kinaszewska – Larissa
- Maria Semotiuk – Shayna
- Katarzyna Głogowska – Monique
- Aleksandra Domańska – Monica
- Karol Wróblewski – Gordon
- Stefan Pawłowski – Pitt
- Karol Pocheć – Juke
- Tomasz Brzostek – Kevin
- Miłogost Reczek – Dickers
- Klara Bielawka – Hope
- Kinga Suchan – Christy
- Aleksandra Radwan – dziewczyna
- Grzegorz Wons – Mason Thornesmith
- Jerzy Molga – właściciel restauracji
- Agnieszka Kunikowska – Chelsea
- Joanna Kasperska – Mona
- Bartosz Martyna – Rick
- Krzysztof Cybiński – klaun
- Kacper Cybiński – Tanner
- Maria Czykwin – Gwyneth
- Miłosz Konkel – P.J.
- Igor Obłoza – Chad
- Kamil Dominiak – Alan
- Jakub Wons – Marshall
- Anna Bojara – Sara
- Szymon Kuśmider – Oliver
- Aleksandra Długosz – szefowa
- Martyna Kowalik – Dana
- Karolina Wojdała – Kimberly
- Agata Góral – Nina
- Mateusz Rusin – Reggie
- Agata Gawrońska-Bauman – Kara
- Bartosz Żuchowski – Alan
- Michał Mikołajczak – Joe
- Mateusz Weber – Evan
- Krzysztof Szczepaniak – Burf
- Maria Dejmek – Ponnie
- Krzysztof Zakrzewski – Belding
- Adrian Perdjon – Spencer
- Wojciech Chorąży – Billy
- Zbigniew Kozłowski – Barney
- Adam Serowaniec – homar
- Sebastian Dudała – Merl
- Mateusz Nędza – Jarold/Brayden
- Aleksandra Rowicka – sekretarka planu
- Joanna Jeżewska – pani Hellbert
- Elżbieta Jarosik – Carol
- Mieczysław Morański – Miguel
- Magda Kusa – Rhoda
- Aleksandra Kowalicka – Charlotte
- Bartosz Turzyński – Łoś
- Justyna Bielecka – Heidi
- Paulina Komenda – Meredith
- Michał Podsiadło – Gilbert
- Agnieszka Fajlhauer – Amanda
- Maciej Falana – Francis
- Olga Omeljaniec – Violet
- Kamil Banasiak – Hemrald
- Diana Zamojska – Posey
- Jan Staszczyk – Joey
- Modest Ruciński – Dave
- Mieczysław Hryniewicz – pan Mooney
- Justyna Bojczuk – Milly
- Maciej Tomaszewski – Yates

Lektor: Paweł Bukrewicz

## Spis odcinków
| Seria | Odcinki    | Premiera serii   | Finał serii     | Premiera serii   | Finał serii         |
| ----- | ---------- | ---------------- | --------------- | ---------------- | ------------------- |
| 1     | 1–20 (20)  | 27 marca 2010    | 19 marca 2011   | 4 grudnia 2010   | 2 października 2011 |
| 2     | 21–34 (14) | 2 kwietnia 2011  | 26 grudnia 2011 | 6 stycznia 2012  | 22 grudnia 2012     |
| 3     | 35–47 (13) | 28 stycznia 2012 | 30 czerwca 2012 | 30 września 2012 | 24 lutego 2013      |
| 4     | 48–60 (13) | 22 września 2012 | 2 lutego 2013   | 3 lutego 2013    | 28 września 2013    |

## Nagrody
- Kids’ Choice Awards 2012 : Najlepszy Serial Telewizyjny
- Kids’ Choice Awards 2013 : Najlepszy Serial Telewizyjny